# Мировой тур по настольному хоккею
Мировой тур по настольному хоккею (англ. World Table Hockey Tour; WTHT) — ежегодняя серия из 20—25 турниров по настольному хоккею на трёх континентах, в которых вместе принимает участие около тысячи игроков. Соревнование организуется Международной федерацией настольного хоккея (ITHF) при поддержке местных спортивных федераций. Победители определяются, исходя из лучших результатов в 3 (со 2020 года — 5) турнирах сезона.

## История
ITHF, официально организующая соревнования, была создана летом 2005 года, но и до этого самые сильные национальные федерации того времени уже два сезона проводили этот тур под названием Евролиги. В 2005 году Евролига была переименована в Мировой тур. Количество турниров и принимающих городов за последующие 15 лет постепенно увеличилось с 6 до 23, количество принимающих стран возросло с 6 до 17. Из-за обилия турниров они были поделены на три уровня (состояние на сезон 2019/2020): 7 основных («Суперсерия»), 1 «Большой» и 15 обычных.
Первоначально на этих турнирах доминировали шведы, но со временем центр притяжения переместился на восточную сторону Балтийского моря. В сезоне 2018/2019 гг. лучшие четыре игрока в МТ представляли Россию, а лучший игрок из Швеции занял только 11-е место.

## Россияне на Мировом туре
Три из турниров МТ происходят в России — в Курске, Москве и Санкт-Петербурге. Также многие российские игроки выезжают на соревнования МТ за пределы страны. Особым престижем пользуются турниры "Шведские Мастера" и Кубок Риги, которые собирают самый сильный и многочисленный состав. Наличие сильных заграничных игроков всюду приветствуется, потому что оно поднимает рейтинг турниру и соответственно всем его участникам. При этом, доминирование российских игроков обычно отводит первые места им, как в 2019 году в Минске, где российские гости заняли весь пьедестал.
Так же россияне добывались успехов и в дальних выездах, так, в 2019 году петербуржец В. Скоробогатов выиграл этап Мирового тура — Открытый чемпионат США в Чикаго.

## Награждение
Каждый турнир имеет собственные призы, крупных призов в общем зачете нет. Лучшие 20 игроков (максимум 3 от каждой страны) в турнирной таблице получают право на участие в чемпионате мира или Европы этого сезона дополнительно к национальным квотам их стран.

## Победители
| Дата            | 1-е место            | 2-е место        | 3-е место        |
| --------------- | -------------------- | ---------------- | ---------------- |
| 1. 2003./2004.  | Ханс Эстерман        | Петер Эстлунд    | Даниель Валлен   |
| 2. 2004./2005.  | Кристиан Исо-Трикери | Понтус Эрикссон  | Иван Захаров     |
| 3. 2005./2006.  | Стефан Эдвал         | Эдгарс Цайцс     | Рони Нуттунен    |
| 4. 2006./2007.  | Рони Нуттунен        | Даниель Валлен   | Иван Захаров     |
| 5. 2007./2008.  | Рони Нуттунен        | Иван Захаров     | Алексей Захаров  |
| 6. 2008./2009.  | Ахти Лампи           | Эдгарс Цайцс     | Иван Захаров     |
| 7. 2009./2010.  | Петр Тмей            | Ахти Лампи       | Эдгарс Цайцс     |
| 8. 2010./2011.  | Рони Нуттунен        | Эдгарс Цайцс     | Алексей Титов    |
| 9. 2011./2012.  | Олег Дмитриченко     | Эдгарс Цайцс     | Янис Галузо      |
| 10. 2012./2013. | Максим Борисов       | Ахти Лампи       | Евген Левданский |
| 11. 2013./2014. | Максим Борисов       | Эдгарс Цайцс     | Атис Силис       |
| 12. 2014./2015. | Янис Галузо          | Атис Силис       | Михаил Шашков    |
| 13. 2015./2016. | Максим Борисов       | Ахти Лампи       | Атис Силис       |
| 14. 2016./2017. | Эдгарс Цайцс         | Янис Галузо      | Кевин Эрикссон   |
| 15. 2017./2018. | Максим Борисов       | Эдгарс Цайцс     | Янис Галузо      |
| 16. 2018./2019. | Никита Жолобов       | Арсений Столяров | Максим Борисов   |